# Dackenheim
Dackenheim ist eine Ortsgemeinde im Landkreis Bad Dürkheim in Rheinland-Pfalz. Sie gehört der Verbandsgemeinde Freinsheim an.

## Geographie

### Lage
Die Gemeinde liegt in der Pfalz im Norden der Deutschen Weinstraße. Dackenheim liegt in der Vorhügelzone zwischen dem Pfälzerwald und der Rheinebene. Westlich der Ortslage beginnt der Naturpark Pfälzerwald.

### Klima
Der Jahresniederschlag beträgt 534 mm.

## Geschichte
Beim Anlegen des Dackenheimer Golfplatzes im Jahre 1998 wurden frühgeschichtliche Zeugnisse in Form von Gefäßscherben entdeckt, die der Rössener Kultur (4700–4500 v. Chr.) zugeordnet wurden, was zur Annahme führt, dass Dackenheim – wie der Nachbarort Freinsheim – bereits in der Jungsteinzeit besiedelt gewesen sein könnte. Aus spätkeltischer Zeit dürfte ein Fund aus dem Jahre 1952 stammen, eine Grabstelle mit einem Kopfrelief, das sich im Historischen Museum der Pfalz befindet.

### Franken und Karolinger
Belege aus der Römerzeit können nicht nachgewiesen werden. Die Nachsilbe „-heim“ im Ortsnamen legt nahe, dass die Gründung Dackenheims um 600, also zur Zeit der fränkischen Landnahme, erfolgt sein dürfte. Deutliche Hinweise auf eine Besiedlung in der Zeit der Merowinger lieferten Grabfunde aus dem Jahr 1910 in der Flur „In den 24 Morgen“ sowie 1976 in der Flur „Am Liebesbrunnen“.

### 12. bis 18. Jahrhundert
Im 12. Jahrhundert gehörte Dackenheim zum Einflussbereich der Grafen von Leiningen. Aus dieser Zeit stammt der Bau der katholischen Kirche (1147).
In der Folge der Mainzer Erzstiftsfehde bzw. des Badisch-Pfälzischen Krieges und nach dem Tode von Margarethe von Leiningen-Westerburg fiel Dackenheim 1471 an die Kurpfalz. Hauptquelle der nachfolgenden Zeit ist das „Dackenheimer Weistum“ von 1485 sowie 1496 und 1579. Bis zum Ende des 18. Jahrhunderts verblieb Dackenheim im Besitz der Kurpfalz. In dieser Zeit wurde 1716 mit dem Neubau einer Lutherischen Kirche begonnen (1857 umgebaut).

### Französische und bayerische Zeit
Im Ersten Koalitionskrieg hatten französische Revolutionstruppen 1794 das Linke Rheinufer besetzt. Von 1798 bis 1814 gehörte Dackenheim zum französischen Kanton Dürkheim im Département du Mont-Tonnerre (Donnersberg), um 1800 wurde Dackenheim Hauptort (chef-lieu) einer Mairie.
Aufgrund der auf dem Wiener Kongress getroffenen Vereinbarungen und einem Tauschvertrag mit Österreich kam die Pfalz 1816 zum Königreich Bayern. Unter der bayerischen Verwaltung gehörte die Gemeinde Dackenheim zum Landkommissariat Neustadt.

## Politik

### Gemeinderat
Der Gemeinderat in Dackenheim besteht aus acht Ratsmitgliedern, die bei der Kommunalwahl am 9. Juni 2024 in einer Mehrheitswahl gewählt wurden, und dem ehrenamtlichen Ortsbürgermeister als Vorsitzendem.

### Bürgermeister
Matthias Fankhänel wurde am 8. Juli 2024 Ortsbürgermeister von Dackenheim. Bei der Direktwahl am 9. Juni 2024 hatte er sich mit einem Stimmenanteil von 73,9 % gegen einen Mitbewerber durchgesetzt.
Fankhänels Vorgänger Edwin Schrank hatte das Amt 30 Jahre ausgeübt und kandidierte 2024 nicht erneut als Ortsbürgermeister.

### Wappen
| Wappen von Dackenheim | Blasonierung: „In Rot auf grünem Grund nebeneinander, je in goldener Kleidung mit goldener Krone und silberner Gloriole, rechts die Gottesmutter mit dem Kind auf dem rechten Arm, links die heilige Katharina, in der Rechten ein gesenktes silbernes Schwert mit goldenem Knauf und einem zerbrochenen roten Rad zu ihren Füßen, oben zwischen den Kronen und Gloriolen ein sechsstrahliger goldener Stern.“ |
| Wappen von Dackenheim | |

## Sehenswürdigkeiten und Kultur

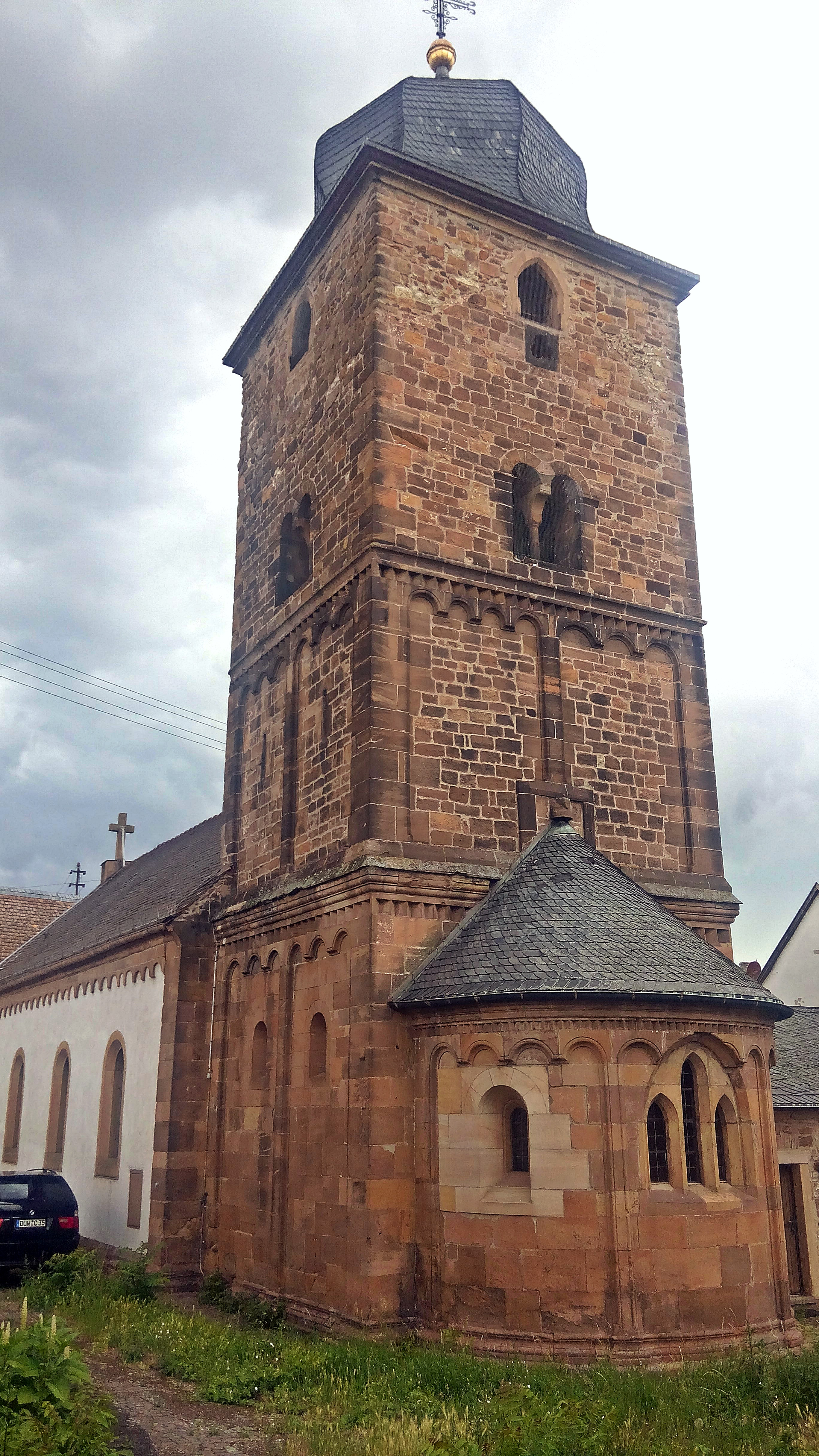
Pfarrkirche St. Maria, von Osten

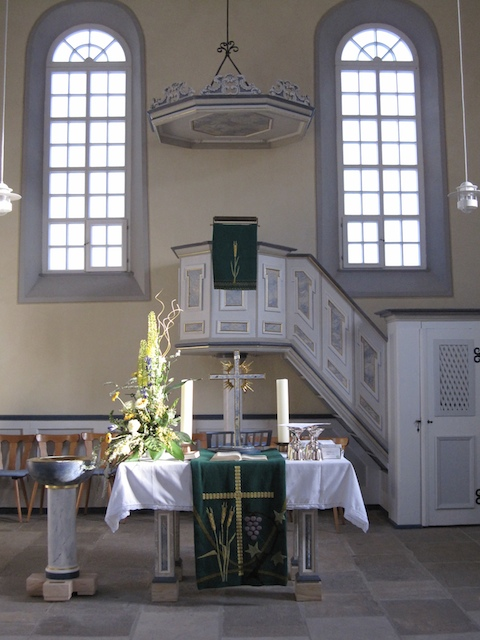
Prot. Kirche Dackenheim: Innenansicht mit Altar, Taufstein und Kanzel

### Baudenkmäler
Zentrum des aus fünf Klosterhöfen im 12. Jahrhundert zusammengewachsenen Ortes ist seine katholische Pfarrkirche St. Maria. Sie gehörte seit 1147 dem Kloster Höningen. Aus dieser Zeit stammen noch der romanische Turm mit Rundbogenfries im Sockelgeschoss und Doppelarkaden im Obergeschoss sowie die  Chorapsis mit 3/8 Abschluss. Das Langhaus wurde im 18./19. Jahrhundert erneuert. Dabei wurde im Giebelfeld ein Relief des Sündenfalls aus dem  Vorgängerbau – möglicherweise vom Portal-Tympanon – integriert.
Im einschiffigen Inneren sind die Chorpfeiler mit reichem Kapitellschmuck (Palmetten, Köpfe, Sitzfiguren) ebenfalls noch romanisch.
Neben der Kirche befindet sich ein kleiner Winzerbrunnen mit Bacchus-Figur.
Mit Einführung der Reformation 1567 war die ehemals katholische Kirche den Dackenheimer Protestanten zugeschlagen worden. Als die Kurpfalz mit Kurfürst Johann Wilhelm ab 1698 wieder von einem katholischen Fürsten regiert wurde, mussten sich beide Konfessionen das bis dahin einzige Gotteshaus teilen. Vermutlich 1684, spätestens aber 1705 wurde mit dem Bau der protestantischen Kirche begonnen. 1717 vollendet, wurde die protestantische Kirche bereits 1857 zu einer Emporkirche umgebaut und erhielt ihre heutige Form, ein Hallenbau mit Empore sowie einem Dachreiter mit achteckiger Glockenstube und einer zwiebelförmigen Kuppel. An der Südwand befinden sich Altartisch und Kanzel, die vom mit Holzgitter umgebenen Pfarrstuhl aus über eine Treppe zu erreichen ist.
Die Orgel wurde 1875 von E. F. Walcker & Cie. erbaut.
Siehe auch: Liste der Kulturdenkmäler in Dackenheim

### Golf

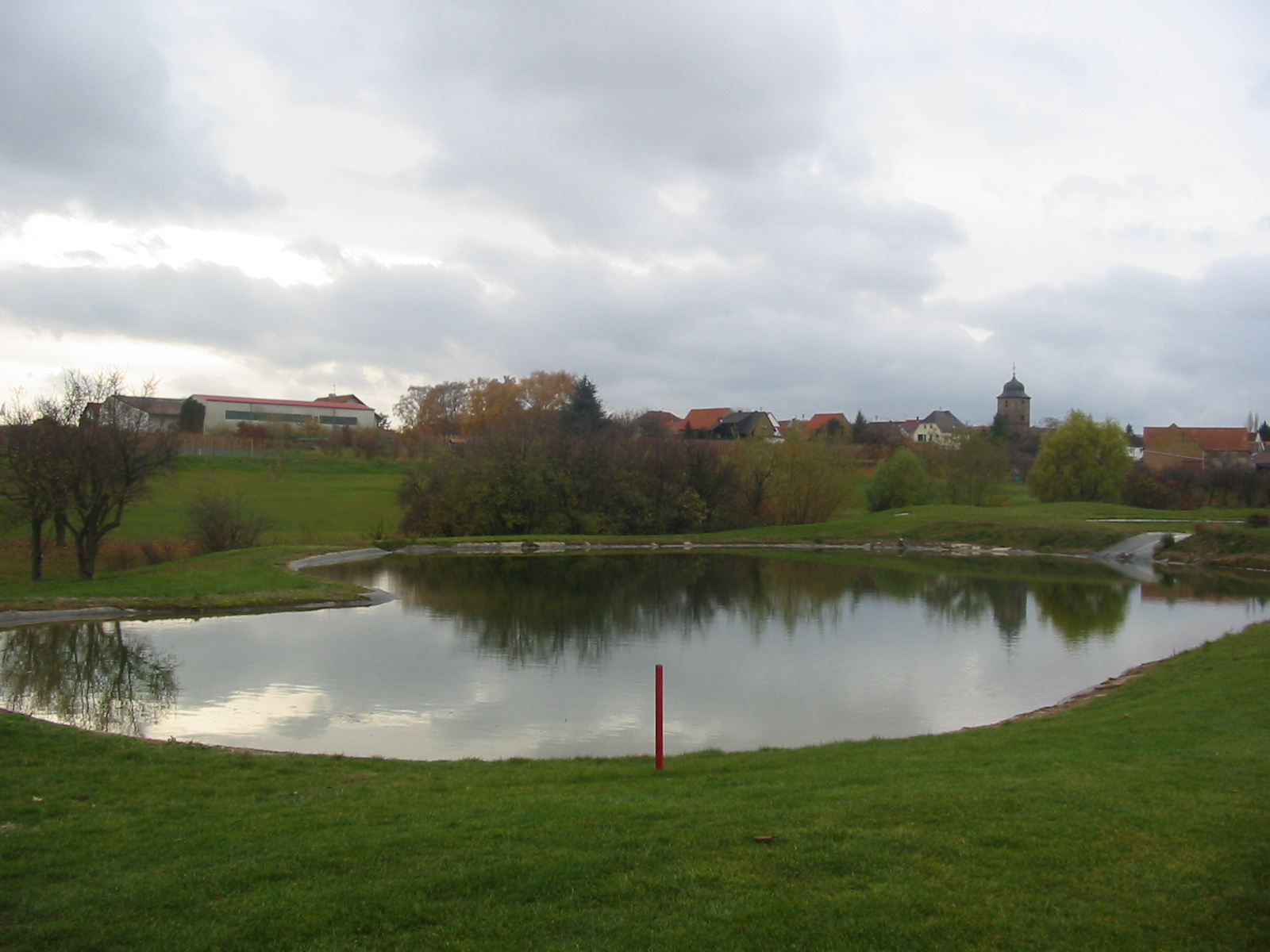
Loch 1 mit Wasserhindernis und Blick auf Dackenheim

Durch den 1995 am westlichen Ortsrand von Dackenheim gebauten und 2005 zur 27-Loch-Anlage erweiterten Golfplatz hat Dackenheim über sein traditionelles Selbstverständnis als Weinort hinaus einen weiteren Freizeit-Impuls erhalten.
Die Anlage steht mit sieben weiteren Golfplätzen des Rhein-Main-Gebiets, der Pfalz und des Saarlands im Verbund des so genannten Rotationsgolf-Konzepts des Mannheimer Golfplatzarchitekten und -Investors Hermann Weiland.
In Zusammenarbeit mit der Mainzer Landesanstalt für Pflanzenbau und Pflanzenschutz wurden auf dem Gelände über 2000 Rebstöcke und Obstbäume gepflanzt. Dieser „Lehrpfad“ – er nennt sich Golfgarten – ist so gestaltet, dass die ersten 18 Löcher nach den sie umgebenden Rebsorten und die Löcher 19–27 nach den entsprechenden Obstsorten benannt sind. Gemäß eigenen Werbematerialien steht Spielern und Wanderern außerhalb des Platzareals das Probieren der Früchte frei.

## Wirtschaft und Infrastruktur

### Weinbau
Auf der Lage Dackenheimer Liebesbrunnen werden hauptsächlich Riesling, Gewürztraminer, Silvaner und Spätburgunder gestockt, ferner Scheurebe, Kerner, Weißburgunder und Grauburgunder, aber auch seltenere Reben wie Lemberger oder St. Laurent. Auch gibt es kleine Versuchsflächen für Neuzüchtungen. Ausgebaut wird größtenteils trocken, teilweise aber auch halbtrocken und mild. Sie reifen teilweise traditionell in Barrique- und Eichenholzfässern. Mehrere Familienweingüter und Winzergenossenschaften bieten freien Verkauf vor Ort mit Weinproben. Einzelne Weine sind in verschiedenen Jahren prämiert worden.
Mandelröth mit Schwerpunkt Chardonnay und Kapellengarten sind kleinere Dackenheimer Lagen. Alle Lagen gehören zur Großlage Kobnert.

### Verkehr
Eine einzige Hauptverkehrsstraße führt von der Bundesstraße 271 (der „eigentlichen“ Deutschen Weinstraße) mitten durch den Ort an der Kirche vorbei drei Kilometer östlich nach Freinsheim. Abseits der Durchgangsstraße erstrecken sich kleine Gassen mit Wohnhäusern, Höfen und Weingütern.